# Hypervariable Region
Eine hypervariable Region (HVR) ist ein Abschnitt einer DNA oder RNA, der überdurchschnittlich viele Polymorphismen enthält und daher besonders variabel ist. Hypervariable Regionen kommen sowohl in der DNA des Zellkerns als auch in der Kontrollregion der mitochondrialen DNA und in der RNA des Hepatitis-C-Virus vor.

## Hypervariable Region der mtDNA

Humanes mitochondriales Genom mit hypervariablen Regionen I bis III (grün) innerhalb der mtDNA-Kontrollregion (grau)

In der mitochondrialen DNA gibt es zwei hypervariable Regionen, HVR1 und HVR2. Während HVR1 zusammenhängend an der Position 16024-16569 liegt, besteht HVR2 aus zwei Abschnitten, die als HVR-II an der Position 57-372 und HVR-III an der Position 438-574 untergliedert werden. Aufgrund der hohen Variabilität werden HVR1 und HVR2 zur DNA-Analyse und zur Bestimmung der Haplogruppe verwendet.
In manchen Knochenfischen wie Protacanthopterygii und Gadidae verändert sich die mtDNA-Kontrollregion evolutionär vergleichsweise langsam, sogar langsamer als die mitochondrialen Gene. Der Grund dafür ist noch unbekannt.

## Hypervariable Regionen der DNA des Zellkerns
In der nukleären DNA (Zellkern-DNA) kommen hypervariable Regionen zum Beispiel im die Antigen-bindende Domäne (d. h. im die CDRs) codierenden Abschnitt von Genen für Antikörper und für den T-Zell-Rezeptor vor. Sie entstehen in Antikörpergenen sowohl in Genabschnitten für CDRs der leichten als auch CDRs der schweren Kette der Antikörper durch VDJ-Rekombination und somatische Hypermutation. Diese hypervariable  Flexibilität ist die Grundlage für die enorme Anpassungsfähigkeit von Antikörpern gegen neue oder veränderte Antigene (z. B. von Erregern wie Bakterien, Infektionsauslösern, Viren, Tumorzelloberflächen usw.) im Zuge einer Immunreaktion.
Rab-Proteine besitzen an ihren C-Termini jeweils eine hypervariable Region, welche die jeweilige Lokalisation innerhalb einer Zelle bestimmt. Analoge Funktion hat die hypervariable Region des Ras-Proteins KRAS-4B und bei kleinen GTPasen wie Rac.

## Hypervariable Region der RNA des Hepatitis-C-Virus
Das Gen des Hüllproteins 2 des Hepatitis-C-Virus besitzt N-terminal eine hypervariable Region, die als Antigendrift der Immunevasion vor Antikörpern im Rahmen einer Immunantwort gegen das Hepatitis-C-Virus dient.